# Mikko Hyppönen
Mikko Hermanni Hyppönen, född 1969, är en finländsk datasäkerhetsexpert och forskningschef på datasäkerhetsföretaget F-Secure. Han valdes ut som en av de 50 viktigaste personerna på internet i mars 2007 av PC World Magazine.
Mikko Hyppönen ledde teamet som oskadliggjorde den världsomfattande Internetmasken Sobig.F under 2003, han var först med att varna världen om Sasser utbrott 2004 och var den person som döpte den ökända trojanska hästen Storm Worm 2007. Han har också flera patent, inklusive amerikanska patent 6.577.920 "Datavirus screening".
Han har publicerat artiklar i flera tidningar som Scientific American och Virus Bulletin, och fått uppmärksamhet i media, bland annat en niosidig artikel i Vanity Fair.